# 13 Pułk Dragonów (austro-węgierski)
Czeski Pułk Dragonów Księcia Eugeniusza Sabaudzkiego Nr 13 – pułk kawalerii cesarskiej i królewskiej Armii.

## Historia pułku
W 1682 rok został utworzony Regiment Dragonów obrista Johanna Heinricha Kueffsteina. W okresie wojen napoleońskich 5 Pułk Dragonów Cesarstwa Austriackiego.
W 1736 roku, po śmierci, generała porucznika i marszałka polnego, księcia Eugeniusza Sabaudzkiego, pułk zachował jego imię na „wieczne czasy”.
Kolejnymi szefami pułku byli:
- obrist Johann Heinrich Kueffstein (1682 – 1683),
- generał porucznik i marszałek polny książę Eugeniusz Sabaudzki (1683 – †21 IV 1736),
- marszałek polny Ferdinand von Aspremont-Lynden(inne języki) (1737 – †14 VIII 1772).

W 1914 roku sztab pułku razem z 2. dywizjonem stacjonował w miejscowości Klatovy (niem. Klattau), 1. dywizjon w m. Stříbro (niem. Mies), a kadra zapasowa w m. Louny (niem. Laun). Pułk wchodził w skład 1 Brygady Kawalerii.
Żołnierze nosili wyłogi czerwone, guziki srebrne.

## Organizacja pułku
- komenda pułku
- 1 dywizjon
- 2 dywizjon
- kadra zapasowa
- pluton pionierów
- patrol telegraficzny

Dywizjon składał się z trzech szwadronów liczących 117 dragonów. Pułk według etatu liczył 37 oficerów oraz 874 podoficerów i żołnierzy.

## Komendanci pułku
- obrist Johann Heinrich Kueffstein (1682 – 1683)
- płk Ludwig Windisch-Graetz (1865 – 1869 → urlopowany)
- płk Paul Clemens Metternich (1869 – 1875 → komendant Brygady Kawalerii w Temeszwarze XXXIV Dywizji Piechoty)
- płk Hugo Obauer von Bannerfeld (1875 – 1876 → szef sztabu Generalnej Komendy we Lwowie)
- płk Alfred Berres von Perez (1876 – 1881 → komendant 2 Brygady Kawalerii w Linzu)
- ppłk Paul Regner von Bleyleben (1913 – 1914[3])